# Staliana inaequalis
Staliana inaequalis är en insektsart som först beskrevs av Walker 1858.  Staliana inaequalis ingår i släktet Staliana och familjen Flatidae. Inga underarter finns listade i Catalogue of Life.